# CSIO Rom

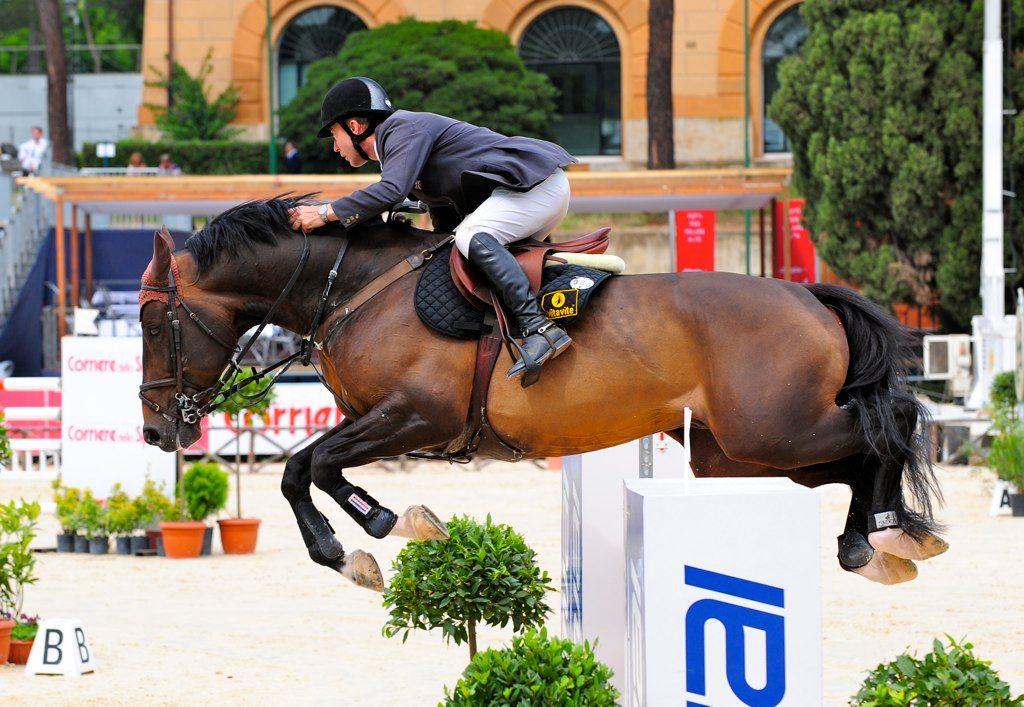
Michael Whitaker mit Tackeray beim CSIO Rom 2009

Der CSIO Rom ist ein internationales 5*-Springreitturnier, das jährlich im Mai in Rom stattfindet. Das Turnier wird auf der Piazza di Siena, einem von Pinien und Zypressen umgebenen ovalen Platz im Park Villa Borghese, im Herzen der italienischen Hauptstadt, durchgeführt. Nach seinem Austragungsort wird auch das Turnier selbst oftmals als Piazza di Siena bezeichnet.

## Geschichte
Das erste große Reitturnier der Moderne in Rom fand 1911 mit dem Concorso ippico internazionale in Tor di Quinto statt, im ersten italienischen Nationenpreis der Springreiter gewann die Mannschaft der Gastgeber.
Die ersten beiden Springturnier auf der Piazza di Siena fanden 1922 und 1923 statt. Seit 1926 wird es als internationales Turnier ausgetragen. Dabei wich man jedoch 1926 und 1927 auf den zwei Kilometer nördlich gelegenen Park Villa Glori aus, auch 1928 fand das Turnier im Munizipium Parioli statt. Seit 1929 wird es durchgängig auf der Piazza di Siena ausgerichtet – unterbrochen nur von wenigen, zumeist kriegsbedingten Turnierausfällen (1941 bis 1946). Im Jahr 1960 trug Turin das italienische Nationenpreisturnier aus, die Piazza di Siena diente stattdessen als Austragungsort der meisten olympischen Reitsportwettbewerbe. Aufgrund der Weltreiterspiele fand 1998 kein Nationenpreisturnier in Rom statt. 2003 hingegen führte man sogar zwei Turniere durch: Den normalen CSIO im Mai und das Finalturnier der Samsung Super League im Oktober.
Der Nationenpreis von Rom zählt zu den traditionsreichsten und wichtigsten Nationenpreisen im Springreiten. Bis zum Jahr 2017 war er Teil der Nationenpreisserie der FEI. Zur Saison 2018 stiegen die Veranstalter, wie zuvor bereits die Nationenpreisturniere in Aachen und in Calgary aus der Serie aus. Wie bei diesen ist nun Rolex aus Großsponsor auf dem Turnier vertreten. Im Jahr 2020 fiel das Turnier wie fast alle großen Reitturniere aufgrund der COVID-19-Pandemie aus.

## Die wichtigsten Prüfungen

### Großer Preis
Es handelt sich hierbei um eine internationale Springprüfung mit Stechen. Er wird am Sonntagnachmittag ausgetragen und war 2021 mit 400.000 Euro dotiert.
Sieger:
- 1926:  Adam Królikiewicz mit Picador
- 1927:  Giulio Borsarelli di Riffredo mit Glauco
- 1928:  Francesco Formigli mit Grumo
- 1929:  Alessandro Bettoni Cazzago mit Aladino
- 1930:  Henry Pernot du Breuil mit Vermouth
- 1931:  Henry Pernot du Breuil mit Welcome
- 1932:  Maurice Gudin du Vallerin mit Vermouth
- 1933:  Henry Pernot du Breuil mit Exercise
- 1934:  Hubert de Maupeau mit Esplatz
- 1935:  Fernando Filipponi mit Nasello
- 1936:  Gerardo Conforti mit Saba
- 1937:  Hans-Heinrich Brinckmann mit Wotansbruder
- 1938:  John Lewis mit Limerick Lace
- 1939:  Fernando Filipponi mit Nasello
- 1940:  Alessandro Perrone mit Guapo

- 1947:  Alessandro Bettoni Cazzago mit Uranio
- 1948:  Jean-François d’Orgeix mit Sucre de Pomme
- 1949:  José Navarro Morenes mit Quorum
- 1950:  Bertrand du Breuil mit Tourbillon
- 1951:  Jaime García mit Quoniam
- 1952:  Ricardo Echeverría mit Lindo Peal
- 1953:  William Hanson mit The Monarch
- 1954:  Pierre Jonquères d’Oriola mit Arlequin
- 1955:  Pierre Jonquères d’Oriola mit Charleston
- 1956:  Raimondo D’Inzeo mit Merano
- 1957:  Raimondo D’Inzeo mit Merano
- 1958:  Piero D’Inzeo mit The Rock
- 1959:  Hans Günter Winkler mit Halla

- 1961:  Billy Ringrose mit Loch an Easpaig
- 1962:  Piero D’Inzeo mit Sunbeam
- 1963:  Harvey Smith mit O'Malley
- 1964:  Alfonso Queipo de Llano mit Infernal
- 1965:  Hugo Arrambide mit Chimbote
- 1966:  Paul Weier mit Junker
- 1967:  Piero D’Inzeo mit Navarette
- 1968:  Piero D’Inzeo mit Fidux
- 1969:  Salvatore Danno mit Kim Ando
- 1970:  Piero D’Inzeo mit Red Fox
- 1971:  Raimondo D’Inzeo mit Fiorello
- 1972:  Graziano Mancinelli mit Ambassador
- 1973:  Piero D’Inzeo mit Easter Light
- 1974:  Raimondo D’Inzeo mit Gone Away
- 1975:  Malcolm Pyrah mit April Love
- 1976:  Piero D’Inzeo mit Easter Light
- 1977:  Hendrik Schulze Siehoff mit Sarto
- 1978:  Eddie Macken mit Boomerang
- 1979:  Arthur Blickenstorfer mit Hendrik
- 1980:  Frédéric Cottier mit Flambeau C
- 1981:  Jean-Marc Nicolas mit Mador
- 1982:  Frédéric Cottier mit Flambeau C
- 1983:  Anne Kursinski mit Livius
- 1984:  Frédéric Cottier mit Flambeau C
- 1985:  Michel Robert mit Lafayette
- 1986:  Bernhard Kamps mit Argonaut
- 1987:  Vicky Roycroft mit Apache
- 1988:  Helena Weinberg mit Just Malone
- 1989:  Jean-Claude Van Geenberghe mit Queen of Diamond
- 1990:  Pierre Durand mit Jappeloup
- 1991:  Hervé Godignon mit Akai Prince d'Inconville
- 1992:  Hervé Godignon mit Quidam de Revel
- 1993:  Jean-Claude Van Geenberghe mit Queen of Diamond
- 1994:  Arnaldo Bologni mit May Day
- 1995:  Franke Sloothaak mit Joly Coeur
- 1996:  Franke Sloothaak mit Joly Coeur
- 1997:  Margie Goldstein-Engle mit Laurel

- 1999:  Thierry Pomel mit Thor des Chaines
- 2000 (März):  Dirk Demeersman mit First Samuel
- 2000 (Okt.):  Lisen Bratt mit Casanova
- 2001:  Markus Fuchs mit Cosima
- 2002:  Clare Bronfman mit Charltlon
- 2003:  Bruno Broucqsault mit Dileme de Cephe
- 2004:  Eugenie Angot mit Cigale du Tallis
- 2005:  Christian Ahlmann mit Cöster
- 2006:  Nick Skelton mit Arko III
- 2007:  John Whitaker mit Peppermill
- 2008:  Dennis Lynch mit Lantinus
- 2009:  Rodrigo Pessoa mit Let’s Fly
- 2010:  McLain Ward mit Sapphire
- 2011:  Eric Lamaze mit Hickstead
- 2012:  Ludger Beerbaum mit Gotha FRH
- 2013:  Nick Skelton mit Big Star
- 2014:  Eric Lamaze mit Zigali
- 2015:  Henrik von Eckermann mit Cantinero
- 2016:  McLain Ward mit Azur
- 2017:  Jur Vrieling mit Glasgow van't Merelsnest
- 2018:  Lorenzo de Luca mit Halifax van het Kluizebos
- 2019:  Daniel Bluman mit Ladriano Z

- 2021:  David Will mit C Vier
- 2022:  Denis Lynch mit Brooklyn Heights
- 2023:  André Thieme mit DSP Chakaria

### Nationenpreis
Sieger (ab 2010):
- 2010:  Frankreich: Kevin Staut mit Silvana de Hus, Pénélope Leprevost mit Mylord Carthago, Nicolas Delmotte mit Luccianno, Patrice Delaveau mit Katchina Mail
- 2011:  Niederlande: Eric van der Vleuten mit Utascha SFN, Harry Smolders mit Regina Z, Gerco Schröder mit New Orleans, Jeroen Dubbeldam mit Simon
- 2012:  Deutschland: Ludger Beerbaum mit Gotha FRH, Marcus Ehning mit Copin van de Broy, Marco Kutscher mit Cornet Obolensky, Christian Ahlmann mit Taloubet Z
- 2013:  Ukraine: Cassio Rivetti mit Temple Road, Oleg Krasyuk mit Nobylis, Ulrich Kirchhoff mit Verdi, Katharina Offel mit Pour Le Poussage
- 2014:  Belgien: Ludo Philippaerts mit Challenge van de Begijnakker, Niels Bruynseels mit Pommeau du Heup, Constant van Paesschen mit Toscan de Sainte, Nicola Philippaerts mit Forever d'Arco
- 2015:  Großbritannien: Holly Gillott mit Dougie Douglas, Robert Whitaker mit Catwalk IV, Michael Whitaker mit Cassionato, John Whitaker mit Argento
- 2016:  Großbritannien: Ben Maher mit Tic Tac, Jessica Mendoza mit Spirit T, Michael Whitaker mit Cassionato, John Whitaker mit Ornellaia
- 2017:  Italien: Piergiorgio Bucci mit Casallo Z, Alberto Zorzi mit Fair Light van't Heike, Lorenzo de Luca mit Ensor de Litrange LXII, Bruno Chimirri mit Tower Mouche
- 2018:  Italien: Luca Marziani mit Tokyo du Soleil, Giulia Martinengo Marquet mit Verdine, Emanuele Gaudiano mit Caspar, Bruno Chimirri mit Tower Mouche
- 2019:  Schweden: Henrik von Eckermann mit Toveks Mary Lou, Angelie von Essen mit Luikan Q, Fredrik Jönsson mit Cold Play, Peder Fredricson mit H&M Christian K
- 2021:  Belgien: Olivier Philippaerts mit Extra, Yves Vanderhasselt mit Jeunesse, Jérôme Guery mit Quel Homme, Gregory Wathelet mit Nevados S
- 2022:  Frankreich: Simon Delestre mit Cayman Jolly Jumper, Pénélope Leprevost mit Excalibur, Roger-Yves Bost mit Cassius Clay Z, Kevin Staut mit Visconti du Telman
- 2023:  Irland: Michael Pender mit Calais, Jack Ryan mit Mcgregor, Michael G. Duffy mit Clitschko, Denis Lynch mit Vistogrand